# Посадочные огни
Посадочные межевые огни (ПМО) — аэродромные огни, используемые для обозначения краев ВПП в условиях недостаточной видимости или сложных погодных условий. Различаются в зависимости от интенсивности освещения :
- Огни высокой интенсивности ОВИ (англ. High intensity runway lights (HIRL)
- Огни средней интенсивности ОСИ (MIRL)
- Огни малой интенсивности ОМИ (LIRL)

Большинство ОВИ и ОСИ имеют встроенный контроль интенсивности, вместо этого ОМИ обычно выдают только один уровень мощности . В аэропортах при наличии диспетчерской башни настройка интенсивности осуществляет диспетчер в зависимости от условий и пожеланий экипажа, однако не все аэропорты имеют диспетчерские башни/службы. В таком случае используется система управляемых экипажем огней (УЭО, англ. Pilot Controlled Lighting (PCL), позволяющая включение по радио путем передачи в эфир определенного количества щелчков кнопкой вызова.
Большинство ПМО имеют прозрачный или белый цвет освещения , однако есть исключения для передачи экипажа в соответствующих ситуациях дополнительных данных.
Во время осуществления инструментальных мероприятий, 600 м или половина длины ВПП (в зависимости от меньшего), будут двунаправленные. Для экипажа с более близкого торца ВПП они будут выглядеть белыми, однако в случае захода с противоположного - более отдаленного - торца ВПП, при совершении посадки или взлета в этом направлении, ПМО будут светить желтым предупредительным окончание ВПП, цветом. Крайние 200 метров ВПП под названием Торцовые посадочные огни ВПП ( англ. Runway End Identifier Lights (REILs) излучают красный цвет в направлении конца полосы для борта, совершающего посадку, или зеленым с обратной стороны для обозначения порога ВПП для бортов, идущих на посадку.  